# Milsenberg
Der Milsenberg bei Rinsecke im nordrhein-westfälischen Kreis Olpe ist ein 670,3 m ü. NHN hoher Berg im Rothaargebirge.

## Geographie

### Lage
Der Milsenberg liegt an der Westabdachung des Rothaargebirge-Hauptkamms im Naturpark Sauerland-Rothaargebirge in der Gemarkung von Kirchhundem – etwa 6 km südöstlich von deren Kernort. Sein Gipfel erhebt sich zwischen den Ortsteilen Rinsecke (rund 1,8 km nördlich), Heinsberg (etwa 2 km südsüdwestlich), Albaum (zirka 3,3 km westlich) und Marmecke (rund 2,1 km nordwestlich).
Die Hochlagen rund um die Gipfelregion des bewaldeten Milsenbergs ist oberhalb der 650-m-Höhenlinie in Nord-Süd-Richtung maximal 1,2 km lang und in Nordost-Südwest-Richtung bis 600 m breit. Etwa 200 m östlich des Berggipfels befindet sich eine Sendeanlage und 1,2 km (jeweils Luftlinie) nordöstlich des Gipfels der Eggenkopf mit dem Panorama-Park Sauerland Wildpark.

### Naturräumliche Zuordnung
Der Milsenberg gehört in der naturräumlichen Haupteinheitengruppe Süderbergland (Nr. 33), in der Haupteinheit Rothaargebirge (mit Hochsauerland) (333) und in der Untereinheit Westrothaarhöhen (333.4) zum Naturraum Westliche (Rüsper) Rothaar (333.41), wobei sich im Westen der Naturraum Brachthäuser Hohe Waldberge (333.40) und im Norden in der Haupteinheit Südsauerländer Bergland (3362) und in der Untereinheit Südsauerländer Rothaarvorhöhen (3362.5) der Naturraum Hundemgrund (Hundemtal; 3362.53) anschließen.

### Rhein-Weser-Wasserscheide und Fließgewässer
Über den Gipfel des Milsenbergs verläuft die Rhein-Weser-Wasserscheide: Das Wasser der Marmecke, die nordwestlich des Gipfels entspringt und vom Kattenborn gespeist wird, und jenes des Heinsberger Bachs, der den Berg westlich als Zufluss des Albaumer Bachs passiert, fließt durch die Hundem, Lenne und Ruhr letztlich westwärts in den Rhein; dementgegen fließt jenes der Kattmecke, die östlich des Bergs verläuft, durch die Röspe (größtenteils auch Schwarzbach genannt) sowie Eder und Fulda letztlich nordostwärts in die Weser.

## Schutzgebiete
Nach Osten fällt die Landschaft des Milsenbergs in das Naturschutzgebiet Schwarzbachsystem mit Haberg und Krenkeltal (CDDA-Nr. 165492; 1961 ausgewiesen; 3,12 km² groß) ab, das flächendeckend mit einem gleichnamigen und genauso großen Fauna-Flora-Habitat-Gebiet (FFH-Nr. 4915-302) ist. Der Berg liegt im Landschaftsschutzgebiet Kreis Olpe (CDDA-Nr. 345041; 1988; 262,87 km²)..

## Verkehr und Wandern
Westlich vorbei am Milsenberg führt entlang des Heinsberger Bachs die Landesstraße 713, die Albaum mit Heinsberg verbindet. Ein paar Kilometer nördlich des Bergs verläuft die den benachbarten Eggenkopf passierende Landesstraße 553 kurvenreich von Oberhundem im Nordwesten, den Rhein-Weser-Turm passierend, durch Rüspe zum Erndtebrücker Ortsteil Röspe im Südosten. Von dieser Straße zweigt die etwa in Ost-West-Richtung verlaufende Kreisstraße 22 ab, die rund 1,6 m (Luftlinie) nordnordöstlich des Gipfels den Eingang des Panorama-Park Sauerland Wildpark tangiert und dann zu den Kirchhundemer Ortsteilen Rinsecke und Marmecke verläuft. Von diesen Straßen kann man auf Waldwegen und Pfaden, die sich die Strecke teils mit dem nahe dem Berg verlaufenden Rothaarsteig teilen, zum Milsenberg laufen.